# エンターテインメントガーデン アソビバ!
エンターテインメントガーデン アソビバ！（Ah! So! Viva!）は、ノヴィルが運営する徳島県徳島市南田宮にあるレジャー施設。

## 概要
2008年（平成20年）12月20日に徳島市南田宮2丁目の田宮街道沿いにある旧ホームセンターベル跡地にオープン。オープニングイベントには吉本興業の桜と天津が出場した。
店内は徳島県内最大級のスペースを誇るアミューズメントパーク・パレパレをはじめ、県内最大規模のTSUTAYA田宮店、県内初のアイ・カフェ等、様々な店舗が出店している。

## 主な入居店舗
- パレパレ(ゲームセンター)
- 麻雀カフェパレパレ[2]
- タリーズコーヒー（閉店）
- 徳島焙煎工房 田宮店
- TSUTAYA[注釈 2]
- ブックマーケット
- ハニーベーカリー
- こなもん横丁
- アイ・カフェ
- びばーの[注釈 3]

## 周辺
田宮運動公園（徳島市陸上競技場、徳島市田宮公園プール）と隣接している。
周辺には徳島県立城ノ内中学校・高等学校をはじめ、徳島県立城北高等学校・徳島県立徳島科学技術高等学校・徳島県立徳島中央高等学校・徳島市徳島中学校・徳島市城西中学校・徳島市千松小学校など多くの公立学校が在る。
また、同じく田宮街道沿いの約500メートル東には同じくノヴィル経営の天然温泉「あらたえの湯田宮店」やゴルフ・フィットネス施設「ワンポイント田宮店」などからなる施設「アソビバ!ZEN」が存在する。

## 交通
- JR徳島駅及び佐古駅より徒歩約15分。
- 徳島市営バス「田宮運動公園口停留所」から徒歩すぐ。